# Mariana Vieira da Silva
Mariana Guimarães Vieira da Silva (Lisboa, 8 de maio de 1978) é uma socióloga portuguesa, foi Ministra da Presidência no XXIII Governo Constitucional. Atualmente, desempenha as funções de deputada à Assembleia da República e vice-presidente do grupo parlamentar do Partido Socialista.

## Biografia
É filha de José António Vieira da Silva, ex-ministro do Trabalho e da Solidariedade Social e de sua primeira mulher, a economista Margarida Guimarães.
Licenciou-se em Sociologia pelo ISCTE – Instituto Universitário de Lisboa. Concluiu a parte curricular do doutoramento em Políticas Públicas na mesma instituição, faltando apresentar sua dissertação sobre políticas de saúde e de educação em Portugal.
Entre 2005 a 2009 foi assessora da ministra da Educação Maria de Lurdes Rodrigues. Desempenhou as funções de adjunta do Secretário de Estado Adjunto do Primeiro-Ministro João Almeida Ribeiro entre 2009 a 2011. 
Com a tomada de posse do XXI Governo Constitucional, chefiado por António Costa, foi nomeada Secretária de Estado Adjunta do Primeiro-Ministro (2015-2019). A 18 de fevereiro de 2019 substituiu Maria Manuel Leitão Marques como Ministra da Presidência e da Modernização Administrativa. Foi Ministra de Estado e da Presidência do XXII Governo Constitucional (2019-2022), liderado por António Costa.
A 30 de março de 2022, no XXIII Governo Constitucional, também chefiado por António Costa, tomou posse como Ministra da Presidência (2022-2024).
Já foi nadadora profissional no Sporting Clube de Portugal.